# Jeg kan stille mig som jeg vil
|  | Denne artikel er oprettet af botten Steenthbot ud fra en ekstern database. Den kan derfor have sproglige fejl eller mangler. Denne skabelon kan fjernes efter kontrol af indholdet. |

Jeg kan stille mig som jeg vil er en dansk dokumentarfilm fra 1981 instrueret af Anne Marie Elvø, Birgitte Due, Esther Kragh og Karen Wolf.

## Handling
Seks kvinder fortæller om, hvordan pigeopdragelsen har præget deres kropsoplevelser. Videofilmen er optaget på kvindehøjskolen og viser ved interviews arbejds- og fritidssituationer, nogle af de måder, man der arbejder med sin krop.